# 3495 Колчаґуа
3495 Колчаґуа (3495 Colchagua) — астероїд головного поясу, відкритий 2 липня 1981 року.
Тіссеранів параметр щодо Юпітера — 3,175.